# LeRoi Moore
LeRoi Holloway Moore (7. september 1961 – 19. august 2008) var en amerikansk musiker som spillede i Dave Matthews Band. LeRoi Moore spillede alle typersaxofoner og diverse fløjter.
LeRoi Moore døde den 19. August 2008 på grund af komplikationer efter en ulykke på en ATV. Det skete i Juli måned 2008 på hans farm i Charlottesville. LeRoi Moore blev 47 år gammel – 1961-2008